# Alejandro Mur
Alejandro Mur Creixell (Rafaela, Santa Fe, Argentina, 26 de febrero de 1927-¿?) fue un futbolista argentino. Jugaba de delantero y su primer club fue Rosario Central.

## Carrera

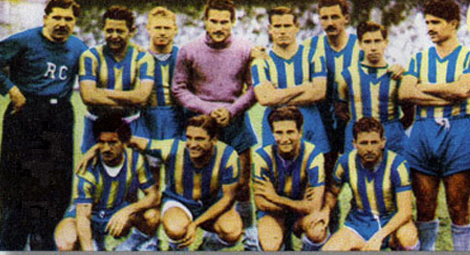
Rosario Central en 1949. Parados: Waldino Aguirre, Mario Virginio, Héctor Stáffora, Alfredo Fógel, Osvaldo Género, Daniel Sosa, Oscar Mansilla; hincados: Alberto De Zorzi, Luis Bravo, Alejandro Mur, Antonio Vilariño.

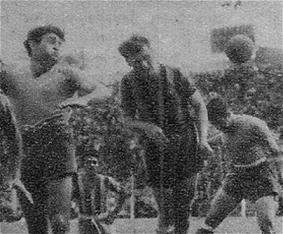
Gol de Alejandro Mur a Boca en 1949.

Se desempeñaba preferentemente como centrodelantero; se caracterizaba por ser un habilidoso gambeteador, creador de juego, y también por su capacidad para convertir goles de diversa factura. Tal era su clase que fue el ídolo de un joven César Menotti, quien se desvivía por verlo jugar.

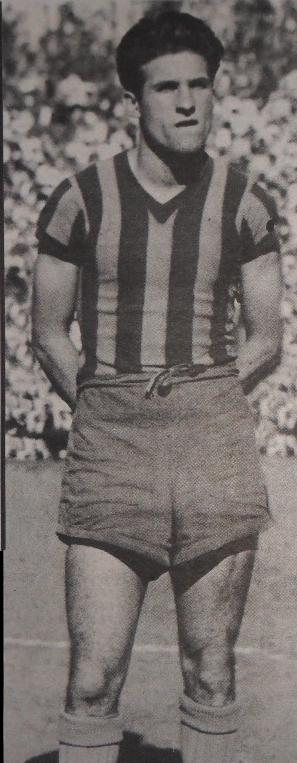
Tato Mur, Alejandro el Grande, fue el ídolo de César Menotti, y uno de los futbolistas más excelsos que tuvo Rosario Central.

Nació circunstancialmente en Rafaela, ya que su padre había trasladado a la familia de forma temporal a la Perla del Oeste por motivos laborales. Criado en el barrio rosarino de Bella Vista, probó suerte en Newell's por cuestión de cercanía. Allí fue aceptado, pero al no serlo sus amigos rechazó la posibilidad de sumarse al club. En 1945 fue probado en Rosario Central, donde el paraguayo Gerardo Rivas lo hizo fichar. Precisamente Rivas fue quien lo hizo debutar en primera; fue ante Newell's por la Copa Escobar, el 4 de abril de 1948, con victoria canalla 3-2. Ese año fue titular, remplazando a Federico Geronis y formando parte de una potente delantera, completada por Osvaldo Pérez, Benjamín Santos, Luis Isidro Bravo y Antonio Vilariño; Central convirtió 74 goles en las 30 fechas del campeonato. En los torneos siguientes continuó mostrando su clase y su capacidad goleadora; el 17 de agosto de 1949 convirtió los cuatro goles con los que Central derrotó a Vélez Sarsfield 4-0. A Boca Juniors le convirtió un gol en cada año que vistió la casaca centralista.
Finalizado 1950 dejó Central, habiendo convertido 27 goles en 84 partidos. Entonces emigró a Colombia, recomendado por su excompañero Antonio Conejo Vilariño; fichó para América de Cali, club al que llegó con otro ex-Central, César Castagno. Allí jugó 28 partidos y marcó 11 goles. Cruzó de vereda para 1952, jugando en Deportivo Cali. Luego de su paso por el fútbol cafetero retornó a Argentina, queriendo sumarse nuevamente a Central; pero el no reconocimiento de una vieja deuda por parte de los dirigentes hizo que emigrara nuevamente. 

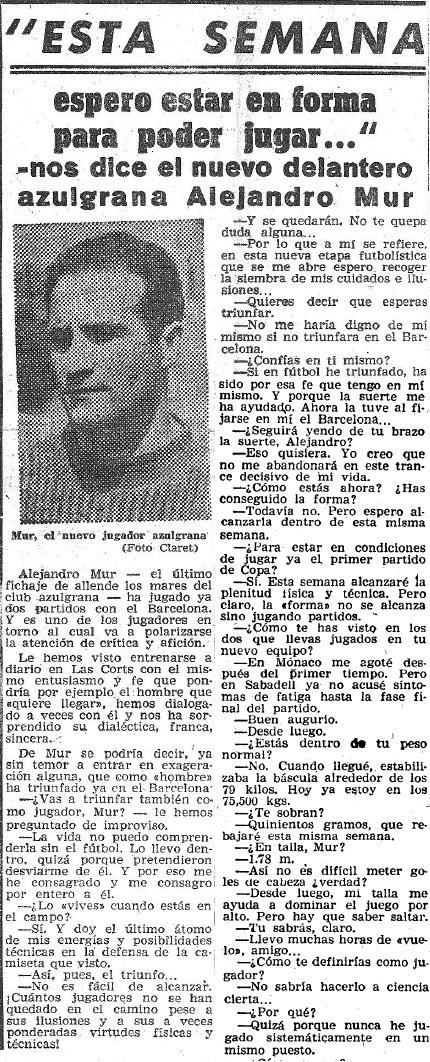
Extracto de una entrevista a Mur, poco después de haber fichado en FC Barcelona.

Se alistó en Unión Española de Chile, club desde el que fue llevado al FC Barcelona por un empresario catalán residente en Santiago. Fue presentado en España con una edad seis años menor a la real; vistió la casaca blaugrana en dos encuentros amistosos: el 19 de abril ante Portuguesa de Río de Janeiro (0-0), disputado en el Principado de Mónaco; el restante el 29 de abril de ese año ante Sabadell (3-3), en el que convirtió un gol. La prensa española destacó el buen nivel de Mur, pero la falta de forma física y la poca predisposición de utilizar al jugador por parte del entrenador Franz Platko, hicieron que su estadía en la Ciudad Condal fuera breve. Nuevamente en Argentina, vistió las casacas de clubes de ligas regionales de las provincias de Santa Fe y Córdoba, hasta su retiro.
Ya recibido como entrenador, se desempeñó como técnico de juveniles y cazatalentos en Rosario Central, y más tarde en Platense. En 1962 se hizo cargo del primer equipo de Quilmes de Mar del Plata; en 1972 entrenó a San Martín de Tucumán en el Nacional de ese año.
Su hijo, también llamado Alejandro, es un prestigioso preparador físico, siendo parte del cuerpo técnico de Edgardo Bauza durante años.

## Clubes
| Club                  | País      | Año       |
| --------------------- | --------- | --------- |
| Rosario Central       | Argentina | 1948-1950 |
| América de Cali       | Colombia  | 1951      |
| Deportivo Cali        | Colombia  | 1952-1953 |
| Unión Española        | Chile     | 1954-1955 |
| Fútbol Club Barcelona | España    | 1956      |